# Stuart Wilson
Stuart Wilson (ur. 25 grudnia 1946 w Guildford w Anglii) – brytyjski aktor filmowy.
Uczęszczał do trzynastu różnych szkół, ponieważ jego ojciec pracował w Royal Air Force i często zmieniali miejsce zamieszkania. W połowie lat 60. przeprowadził się do Londynu, później rozpoczął pracę w teatrze w Liverpoolu.
Jego kariera teatralna zakończyła się rolą w The Strauss Family gdzie zagrał Johanna Straussa. Pomyślnie kontynuował swoją karierę w telewizji, grając rozmaite role m.in. Wrońskiego w Annie Kareninie. W późnych latach 80. Stuart przeniósł się do Hollywood, gdzie zagrał w Wieku niewinności Martina Scorcese, Zabójczej broni III oraz Śmierć i dziewczyna Romana Polańskiego.
Stuart okazjonalnie powrócił na londyńską scenę i w 2002 zagrał Antoniusza w Antoniuszu i Kleopatrze.

## Filmografia
- 1969: Julius Caesar jako Strato
- 1971: Dulcima jako Forest Warden
- 1972: The Strauss Family jako Johann Strauss (syn)
- 1974: Saga rodu Palliserów (The Pallisers) jako Ferdinand Lopez
- 1976: Ja, Klaudiusz (I, Claudius) jako Silius
- 1977: Ćmy (Moths) jako Jack
- 1977: Anna Karenina jako Wroński
- 1979: Running Blind jako Alan Stewart
- 1979: Więzień Zendy (The Prisoner of Zenda) jako Rupert z Hentzau
- 1982: Ivanhoe jako De Bracy
- 1982: Highest Honor jako porucznik generał Ivan Lyon
- 1983: The Old Men at the Zoo jako Simon Carter
- 1984: Klejnot w koronie (The Jewel in the Crown) jako Jimmy Clarke
- 1985: Romans w Orient Expressie 125 (Romance on the Orient Express) jako Alex Woodward
- 1985: Wetherby jako Mike Langdon
- 1985: Wallenberg: A Hero's Story jako baron Gabor Kemeny
- 1988: Nonni und Manni jako Magnus Hansson
- 1990: Głos serca (Voice of the Heart) jako Mike Lazarus
- 1990: Pieniążek w fontannie (Coins in the Fountain) jako Marcello
- 1991: Mel Gibson’s Video Diary 2: Lethal Weapon 3 jako on sam
- 1991: Zabójczy urok (Her Wicked Ways) jako Peter Chambers
- 1992: Być najlepszym (To Be the Best) jako Jack Miller
- 1992: Zabójcza broń 3 (Lethal Weapon 3) jako policjant Jack Edward Travis
- 1993: Wiek niewinności ( The Age of Innocence) jako Julies Braufort
- 1993: Wojownicze Żółwie Ninja III (Teenage Mutant Ninja Turtles III) jako Walker
- 1993: To Be the Best jako Jack Miller
- 1994: Śmierć i dziewczyna (Death and the Maiden) jako Gerardo Escobar
- 1994: Ucieczka do Edenu (Exit to Eden) jako Omar
- 1994: Kolonia karna (No Escape) jako Marek
- 1996: Edie i Pen (Edie & Pen) jako Victor
- 1996: Na granicy wszechświatów (Crossworlds) jako Ferris
- 1997: Różane wzgórze (Rose Hill) jako Richard Elliot
- 1998: Maska Zorro (The Mask of Zorro) jako Don Rafael Montero
- 1998: Wróg publiczny (Enemy of the State) jako Kongresmen Albert
- 1999: Druga Strona Rzeczywistości (Second Sight) jako Adam Bendrix / Jack Kenworthy
- 2000: Druga strona rzeczywistości (Second Sight II: Hide and Seek) jako Adam Bendrix
- 2000: Obrona Łużyna (The Luzhin Defence) jako Lew Walentynow
- 2000: Miejsce na Ziemi (Here on Earth) jako John Morse
- 2000: Slow Burn jako Frank Norris
- 2000: Granice wytrzymałości (Vertical Limit) jako Royce Garrett
- 2001: Księżniczka złodziei (Princess of Thieves) jako Robin O’Locksley (Robin Hood)
- 2002: Dinotopia jako Frank Scott
- 2004: Antidotum (Unstoppable) jako Sullivan
- 2004: Fascynacja (Fascination) jako Oliver Vance
- 2004: Some Things That Stay jako Stuart Anderson
- 2007: Perfect Creature jako Augustus